# Baglung
Baglung, ou Baglung Bazar, est une municipalité du Népal, chef-lieu du district de Baglung et de la zone de Dhawalagiri. Elle est située à 275 km de Katmandou. 

## Géographie

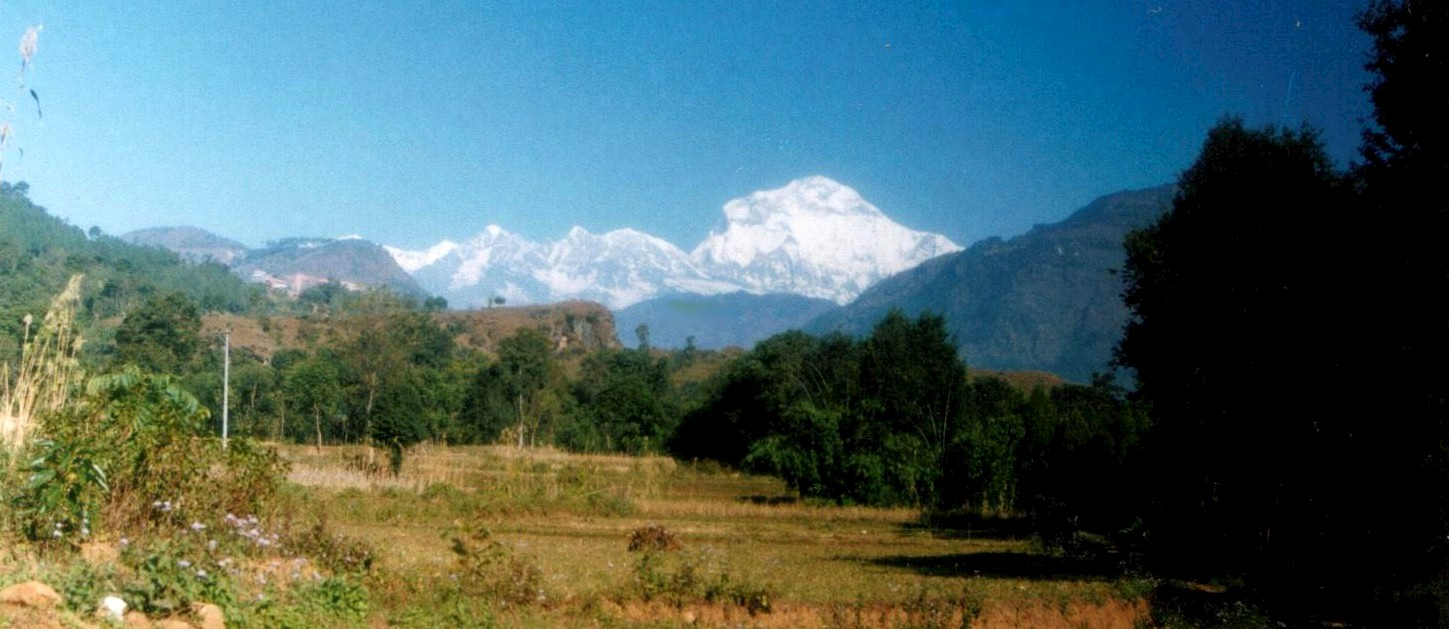
Mont Dhawalagiri

La ville de Baglung est située sur un plateau à une altitude moyenne d'environ 1 000 mètres, surplombant la vallée de Kali Gandaki. Elle possède une longue tradition de carrefour commercial entre le nord et le sud. Plus récemment, elle a développé une activité touristique liée aux randonnées organisées dans les vallées proches de l'Annapurna, du Dhaulagiri, du Dhorpatan et du Dolpo.
Baglung est connecté à Beni Bazar du district de Myagdi, à 13 km au nord, et Kusma Bazar du district de Parbat, à 12 km au sud. Une autoroute relie Baglung à Pokhara, à 72 km à l'est. D'autres projets d'autoroutes sont en construction, afin de relier la ville à Jomsom, Mustang, au Tibet au nord, Rukum par Burtibang et Dhorpatan à l'ouest, et Sera Bazar via l'aéroport au sud.
Baglung disposait d'un aéroport, situé à 12 km au sud, aujourd'hui fermé.

## Histoire
Au début du XVIe siècle (1590 B.S. ou 1533 A.D.), le roi Pratapi Nayayan de Galkot épousa la princesse de Palpa. Au cours du voyage, il fonde un temple en l'honneur de la déesse Kâlî et en donna la charge à Kunwar Chhetri, surnommé le Khadka, qui signifie l'épée. La famille kunwar est une famille royale qui a beaucoup de puissance politique. Cinquante-neuf villages de Baglung sont contrôlés par la famille kunwar.  La position stratégique de la ville aida à son développement et s'imposa comme un carrefour commercial. Le roi Pratapi Narayan aurait également lancé une tradition de foire annuelle au cours du Chaitre Dashain. Cette foire se tient toujours à notre époque, et attire des milliers de visiteurs chaque année pendant ses deux jours de durée. 
Baglung reste à un centre de négoce majeur dans le royaume de Parvat, où les marchands, venus du sud, négocient pour acheter le sel en provenance du Tibet. Un important trafic organisé par les Thakali traversait la vallée du Kali Gandaki entre l'Inde et le Tibet. Baglung connut une forte immigration de marchands Newar du Bhaktapur au XVIIIe siècle. Baglung intègre le Grand Népal (बिशाल नेपाल) à la suite de la guerre d'unification menée par le roi Prithvi Narayan Shah. Dans le cadre du Népal unifié, plusieurs bureaux ont été créés et la ville a été désignée comme siège administratif de la région. Depuis lors, Baglung reste le principal centre politique et économique de la zone de Dhawalagiri.

## Démographie
Baglung comptait 29 360 habitants au recensement de 2011. La langue népalaise, avec un accent propre à la région, est le principal idiome utilisé. Les autres langues parlées dans la région sont le newari, le gurung, le thakali, le tibétain et le magar.
Baglung est multiculturelle et multiethnique : la majorité de la population appartient à des communautés ethniques Chhettri, Magar et Dalits. De petites communautés Chantyal, Newar, brahmane, Gurung et Thakali vivent également dans la région. Un camp de réfugiés tibétains est présent dans la proche ville de Dhorpatan. La majorité des habitants de Baglung pratique l'hindouisme, le bouddhisme. L'islam étant également représenté.